# Powiat polityczny Frysztat

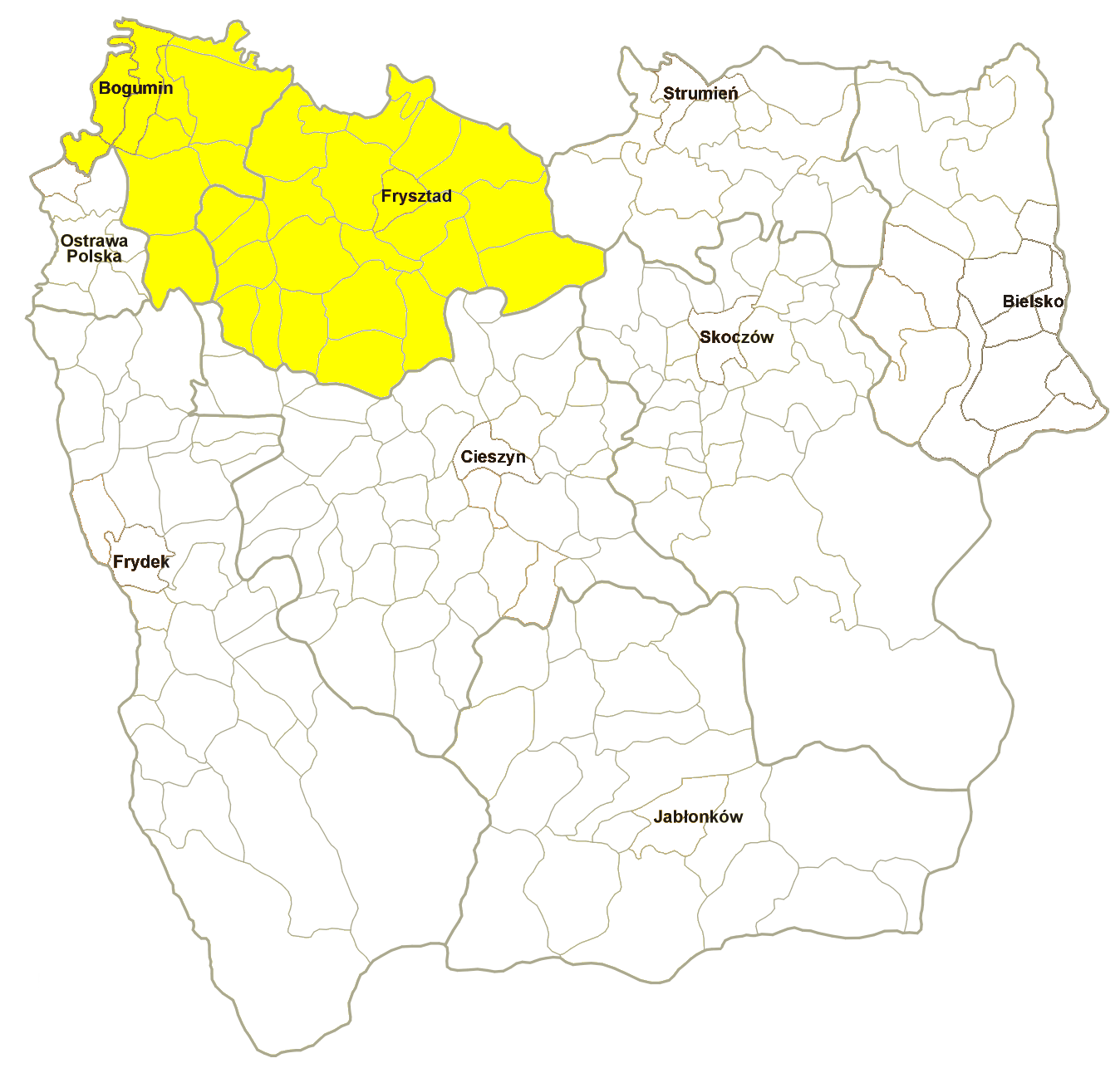
Powiat Frysztat w 1910 roku we wschodniej części Śląska Austriackiego (Śląsk Cieszyński)

Powiat polityczny Frysztat (niem. Politischer Bezirk Freistadt) – dawny powiat (Bezirk) Cesarstwa Austrii (a od 1867 Austro-Węgier) na terenie przedlitawskiej prowincji Śląsk Austriacki.

## Historia
Większość polskojęzyczna
     Większość czeskojęzyczna
     Większość niemieckojęzyczna
     brak większości
     granica

Większości językowe w gminach 1880 do 1910 i zmiany granic od 1918 do 1920;
Większość polskojęzyczna
Większość czeskojęzyczna
Większość niemieckojęzyczna
brak większości
granica

Wiosna Ludów w Cesarstwie Austriackim pociągnęła za sobą liczne przemiany społeczne, prawne, jak również administracyjne. Pod koniec grudnia 1849 usamodziełnił się Śląsk Austriacki jako kraj koronny. Podzielono go następnie na siedem powiatów politycznych. Powiaty polityczne podzielono na mniejsze powiaty sądowe. W ten sposób utworzono powiat sądowy frysztacki, który podlegał powiatowi sądowemu w Cieszynie, oraz powiat sądowy bogumiński, który z kolei podlegał powiatowi politycznemu Frydek. W okresie rządów Aleksandra Bacha w 1855 zlikwidowano powiaty polityczne, a w ich miejsce ustanowiono Urzędy Powiatowe (niem. Bezirkamt) pokrywające się terytorialnie z powiatami sądowymi. Wraz z kolejną reformą administracyjną w 1868 przywracającą układ sprzed 1855 roku, nieodtworzono powiatu politycznego frydeckiego, utworzono natomiast powiat polityczny Frysztat, do którego przyłączono jako powiat sądowy powiat bogumiński. W 1880 powiat liczył 40 gmin (z czego 23 w powiecie sądowym frysztackim a 17 w bogumińskim). Do 1890 z gminy Herzmanice wydzielono Muglinów, gminę Dziećmorowice przeniesiono z powiatu sądowego bogumińskiego do frysztackiego. Do 1910 z gminy Pudłów wydzielono gminę Wierzbicę. W następnu dziesięcioleciu gminę Pudłów włączono do Bogumina. 1 stycznia 1904 z powiatu sądowego bogumińskiego wydzielono 7 gmin w celu utworzenia powiatu sądowego Polska Ostrawa, podporządkowanego reaktywowanemu w 1901 powiatowi politycznemu Frydek. W ten sposób powiat polityczny frysztacki liczył w 1910 34 gminy (24 w sądowym frysztackim, 10 w bogumińskim).
Według spisów ludności przeprowadzonych w latach 1880, 1890, 1900 i 1910 powiat frysztacki w granicach z 1910 liczył:
|                                   | 1880           | 1890           | 1900           | 1910           |
| --------------------------------- | -------------- | -------------- | -------------- | -------------- |
| Powiat sądowy Frysztat (24 gminy) | 36 736         | 44 456         | 64 056         | 82 086         |
| polskojęzyczni                    | 24 885 (69,5%) | 33 221 (76,7%) | 52 545 (84,2%) | 57 344 (71,2%) |
| czeskojęzyczni                    | 8650 (24,2%)   | 7747 (17,9%)   | 6372(10,2%)    | 17748 (22%)    |
| niemieckojęzyczni                 | 1 463 (6,2%)   | 2 313 (5,3%)   | 3 336 (5,3%)   | 5 351 (6,7%)   |
| Powiat sądowy Bogumin (10 gmin)   | 14 841         | 17 884         | 29 227         | 39 944         |
| polskojęzyczni                    | 10 487 (77,9%) | 13 457 (81,7%) | 19 182 (69,6%) | 18 118 (47,3%) |
| czeskojęzyczni                    | 1516 (11,2%)   | 1382 (8,4%)    | 3342 (12,2%)   | 10 355 (27%)   |
| niemieckojęzyczni                 | 1 463 (10,9%)  | 1 635 (9,9%)   | 4 943 (17,9%)  | 9 808 (25,6%)  |

W 1910 powiat liczył w sumie już 122030 mieszkańców, z czego 106380 było rzymskimi katolikami, 12534 ewangelikami, 2459 żydami a 657 było jeszcze innych wyznań.
Tak szybki wzrost liczby ludności spowodowany był rozwojem przemysłu i imigracją robotników do Zagłębia Karwińskiego, głównie polskich z Galicji, którzy często jednak ulegali czechizacji.
Po I wojnie światowej Śląsk Cieszyński w tym także obszaru powiatu stał się przedmiotem sporu granicznego pomiędzy Polską a Czechosłowacją, co doprowadziło do wybuchu wojny polsko-czechosłowackiej oraz do ostatecznego podziału regionu i powiatu decyzją Rady Ambasadorów z 20 lipca 1920. Większa część austriackiego powiatu frysztackiego znalazła się w granicach Czechosłowacji, natomiast gminy które znalazły się w Polsce podporządkowano powiatowi cieszyńskiemu w województwie śląskim (granicą podzielono gminę Marklowice, skąd Marklowice Górne znalazły się w Polsce, podobnie jak Kaczyce, Kończyce Małe, Kończyce Wielkie, Zebrzydowice).

## Podział na gminy

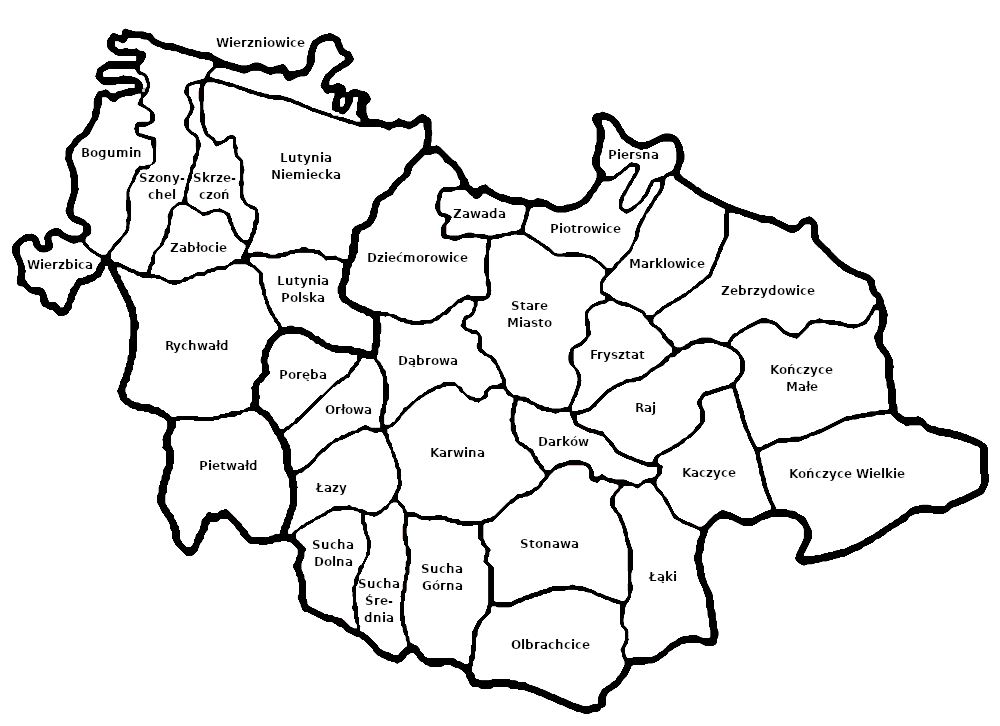
Podział na gminy (1910)

Stan według spisu powszechnego z 1910 roku:
Powiat sądowy Frysztat (Gerichtsbezirk Freistadt)
1. Olbrachcice (Albersdorf)
2. Stare Miasto (Altstadt)
3. Darków (Darkau)
4. Dziećmorowice (Dittmannsdorf)[b]
5. Miasteczko Dąbrowa (Dombrau M.)
6. Miasto Frysztat (Freistadt Stadt)[c]
7. Miasteczko Karwina (Karwin M.)[d]
8. Kaczyce (Katschitz)[e]
9. Kończyce Wielkie (Gross Kuntschitz)[f]
10. Kończyce Małe (Klein Kuntschitz)
11. Łazy (Lazy)
12. Łąki (Lonkau)
13. Marklowice (Marklowitz)[g]
14. Miasteczko Orłowa (Orlau M.)
15. Piotrowice (Petrowitz)
16. Pierstna (Piersna)
17. Poręba (Poremba)
18. Raj (Roj)
19. Zebrzydowice (Seibersdorf)[h]
20. Stonawa (Steinau)
21. Sucha Średnia (Mittel Suchau)
22. Sucha Dolna (Nieder Suchau)[i]
23. Sucha Górna (Ober Suchau)
24. Zawada

Powiat sądowy Bogumin (Gerichtsbezirk Oderberg)
1. Lutynia Niemiecka (Deutschleuten)
2. Miasto Bogumin (Oderberg Stadt)[j]
3. Pietwałd (Peterswald)
4. Lutynia Polska (Polnischleuten)
5. Rychwałd (Reichwaldau)
6. Szonów (Schönichel)[k]
7. Skrzeczoń (Skrzeczon)[l]
8. Wierzniowice (Wilmersdorf)
9. Wierzbica (Wirbitz)
10. Zabłocie (Zablacz)

## Okręgi wyborcze
W 1907 roku na potrzeby nadchodzący pierwszych otwartych i powszechnych wyborów parlamentarnych w Austro-Węgrzech wprowadzono podział na okręgi wyborcze (Wahlbezirke). Gminy powiatu politycznego Frysztat zostały rozdzielone pomiędzy trzy takie okręgi. Największy z nich, Wahlbezirk Schlesien 15, obejmował większość jego gmin, bez w sumie 7 gmin (miasta Bogumin i Frysztat wydzielono do okręgu miejskiego Wahlbezirk Schlesien 4 z Cieszynem i Strumieniem; zurbanizowane Schonychel, Orłowa, Łazy, Dąbrowa i Karwina znalazły się w Wahlbezirk Schlesien 6). W 1907 i 1911 dwukrotnie zwyciężył tu Tadeusz Reger, przy czym w 1907 zrzekł się mandatu na rzecz Ignacego Daszyńskiego z Krakowa. Jego głównym kontrkandydatem w 1907 i 1911 był Franciszek Halfar, wspólny kandydat narodowych Związku Śląskich Katolików i ewangelickiego Polskiego Stronnictwa Narodowego, wyjątkowo popieranego również przez miejscowych niemieckich liberałów. Ponadto w 1907 startował również Franciszek Friedel, główny ideolog tzw. frysztackich radykałów, a w 1911 czeski socjaldemokratyczny kontrkandydat Regera, nazwiskiem Gardawski (uzyskał około 30% w Wierzbicy, Rychwałdzie, Pietwałdzie i Zabłociu, ponad 20% w Dziećmorowicach, 12% w Porębie).

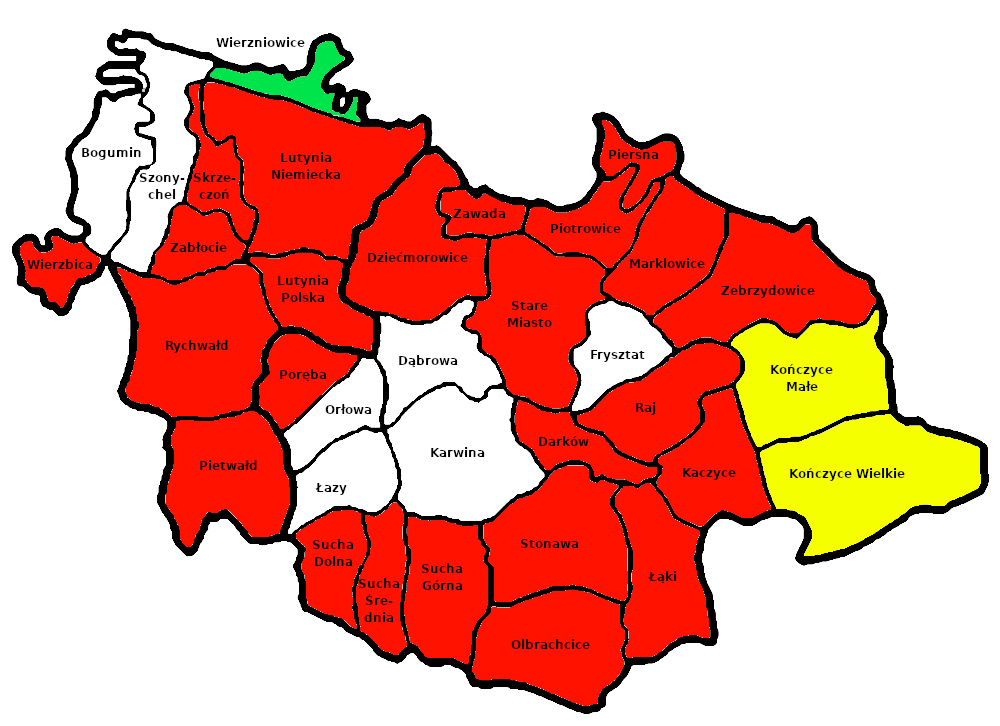
1907:      Tadeusz Reger     Franciszek Halfar     Franciszek Friedel
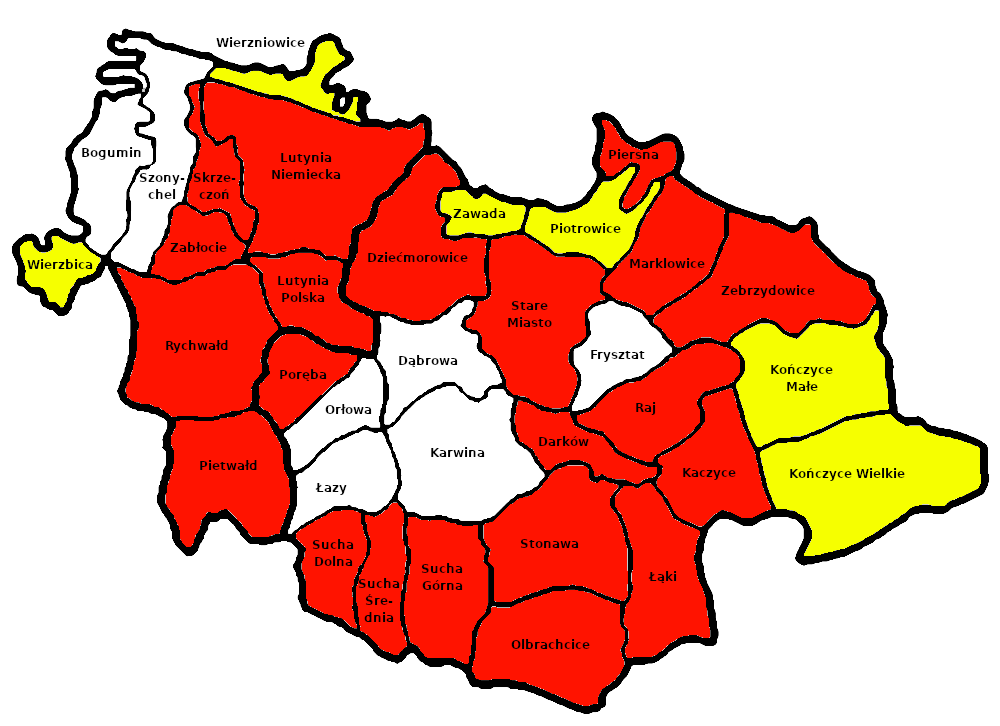
1911:      Tadeusz Reger     Franciszek Halfar
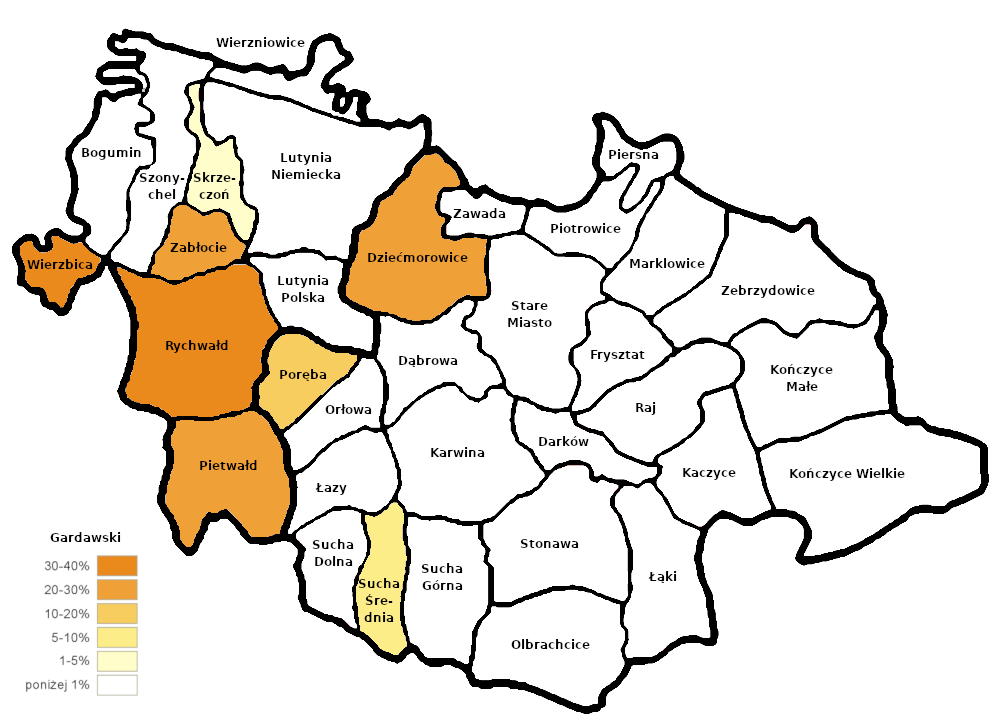
1911: Procent głosów na Gardawskiego